# Erlang (programozási nyelv)
Az Erlang (Ericsson language) egy általános célú, párhuzamos, funkcionális, magas szintű programozási nyelv és egy szemétgyűjtő mechanizmussal rendelkező futtatókörnyezet. Az Erlang megnevezést az Erlang/OTP és az Open Telecom Platform (OTP) kifejezésekkel együtt  használják, amely az Erlang futtatókörnyezetből és számos, főként Erlang nyelven írt, készre gyártott komponensből (OTP) és az Erlang programok tervezési elveinek gyűjteményéből áll.